# أرشيبالد ماكليستر
أرشيبالد ماكليستر (بالإنجليزية: Archibald McAllister)‏ هو سياسي أمريكي، ولد في 12 أكتوبر 1813، وتوفي في 18 يوليو 1883. حزبياً، نشط في الحزب الديمقراطي. وقد انتخب عضو مجلس النواب الأمريكي.